# Селезнёвские бани
Селезнёвские ба́ни (Самоте́цкие ба́ни, Се́лезни) — публичный банный комплекс, расположенный в Москве на Селезнёвской улице. Фасадный корпус построен по проекту архитектора Александра Попова в 1888 году. По другим данным, здание было возведено в 1851-м.

## История
Предположительно, бани на этом участке существовали с XVIII века. Они возникли рядом с прудами на реке Неглинной, которые позднее получили название Антроповы Ямы. Воду для парной брали из этих водоёмов. Историк Александр Васькин полагает, что бани на Селезнёвской улице любила посещать жена поэта Александра Пушкина Наталья Гончарова.
Помещения Селезнёвских бань, расположенные в глубине участка, были возведены в 1870-х годах. В 1888-м вдоль красной линии улицы под руководством архитектора Александра Попова к ней пристроили фасадную часть. Она состояла из двух корпусов, один из которых был отведён для простых горожан, а второй — для дворян. По другим данным, здание построили в 1851 году. Эта версия основывается на дате, указанной на фасаде сооружения, однако точное её значение неизвестно. Комплекс возвели на мощных дубовых сваях  на берегу реки Неглинной. 

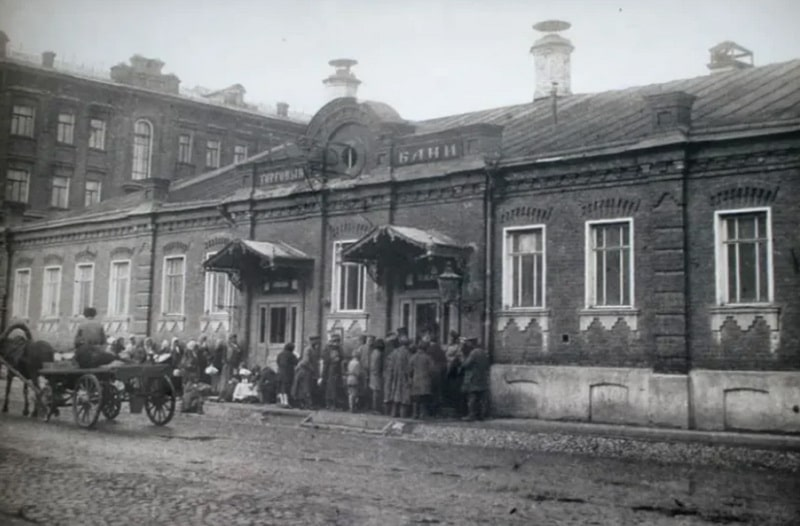
Здание Селезнёвских бань

В конце XIX — начале XX века комплекс принадлежал купцу Сергею Семеновичу Крашенинникову. После Октябрьской революции бани национализировали. При советском правительстве парная пользовалась популярностью у общественных и научных деятелей. Так, комплекс посещали работники НИИ автоматики имени Духова, Театра Советской армии, преподаватели Московского института транспорта и другие. К 80-м годам XX века строения обветшали и в 1987-м были реконструированы. В 1996 году за счёт владельцев комплекса проводился капитальный ремонт. В этот период среди акционеров предприятия возникли разногласия, которые привели к отставке отдельных совладельцев и судебным разбирательствам. В 1998-м на территории банного комплекса был убит директор парной Алексей Сухарев. После этого единственным хозяином организации стал бывший партнёр погибшего — Владимир Смирнов, подозревавшийся в организации преступления. Его вину удалось доказать только в 2012 году. Десятилетием ранее Государственная торговая инспекция оштрафовала Селезнёвские бани за незаконную торговлю банными принадлежностями.
По состоянию на 2014 год баня была оборудована самой большой купелью в столице, в парной располагалась специальная печь, генерировшая пар максимально низкой влажности, а также устройство для перемешивания воздуха. В этот период отдельные СМИ отмечали ветхое состояние объекта — потрескавшийся кафель и ржавчину.